# Жабинка (річка)
Жабинка (біл. Жабінка) — річка в Білорусі, в Кам'янецькому і Жабинківському районах Берестейської області, права притока річки Мухавець (басейн Вісли).
Довжина річки 25 км, з них 18 км на території Жабинківського району. Площа водозбору 228 км². Середній нахил водної поверхні 0,5 ‰. Починається за 2,5 км на північний захід від села Пелище Кам'янецького району (до меліорації починалося від села Житинь), Гирло в межах міста Жабинка. Тече по Прибузькій рівнині. Русло каналізоване на всьому протязі. Біля села Соколова Жабинківського району протікає через ставок рибгоспу «Соколова». Висока течія протягом 10 км називається канал Жабинка.